# Авл Вителлий (консул-суффект 32 года)
Авл Вителлий (лат. Aulus Vitellius) — политический деятель эпохи ранней Римской империи, дядя своего тёзки — будущего императора Вителлия.
Его отцом был всадник Публий Вителлий Старший. В 32 году Вителлий был назначен на должность консула-суффекта, но вскоре скончался при исполнении своих полномочий. Светоний пишет, что Авл «славился роскошью и особенно блистал великолепием пиров»